# Ling Mengchu
Pour les articles homonymes, voir Ling.
Œuvres principales
Pai'an jingqi
Ling Mengchu (chinois : 淩濛初 ; chinois simplifié : 凌蒙初 ; pinyin : líng méngchū ; Wade : Ling Meng-ch'u ; EFEO : Ling Mong-Tch'oméngu), né en 1580 dans la préfecture de Huzhou, mort en 1644, est un écrivain chinois et éditeur de la dynastie des Ming. Il a publié des histoires courtes en langue vulgaire, en deux volumes, le Pai'an jingqi.

## Biographie
Ling Mengchu commence une carrière de fonctionnaire en 1634. Il meurt en 1644 en servant la dynastie Ming, lors de l'invasion mandchoue.
Associé à son oncle Ling Zhilong et à l'éditeur Min Qiji (1575-après 1656), Ling Mengchu a donné des éditions du Xixiang ji (L'Histoire du pavillon d'Occident) de Wang Shifu et du Pipa ji (Mémoires du luth) de Gao Ming qui sont restées des modèles.

## Œuvre
Dramaturge, Ling Mengchu a écrit trois chuanqi (style de théâtre du Sud) aujourd'hui perdus. Il reste en revanche trois de ses quatre zaju (ou théâtre du Nord) : deux qui s'inspirent d'une nouvelle de Du Guangting, écrivain des Tang, un autre qui reprend un passage du roman Au bord de l'eau. Il est aussi l'auteur d'une anthologie du théâtre du Sud.
Le chef-d'œuvre de Ling Mengchu est le recueil de huaben (récits courts en langue vernaculaire) paru en deux volumes, en 1628 et 1633, intitulé Pai'an jingqi, ou Frapper sur la table en s'écriant : « Extraordinaire ! ». L'ouvrage s'inspire des Trois Paroles, recueil de huaben en trois volumes dû à son contemporain Feng Menglong. Chacun des volumes de Ling, comme ceux de Feng d'ailleurs, comprend quarante récits. Ling Mengchu y développe une conception de l'extraordinaire personnelle, dans la mesure où il émane du quotidien, et qui est destinée avant tout à divertir, et non à des fins d'édification morale. La plupart de ses histoires sont adaptées de sources écrites antérieures.